# Battaglia di Charleroi
La battaglia di Charleroi, nota anche come  prima battaglia della Sambre (nella storiografia in tedesco Schlacht bei Namur), fu combattuta dal 21 al 23 agosto 1914, tra le forze francesi e tedesche durante la battaglia delle Frontiere all'inizio della prima guerra mondiale. L'armata francese del generale Charles Lanrezac, inviata dall'alto comando verso il fiume Sambre per proteggere le previste offensive principali francesi nelle Ardenne e in Lorena, venne attaccata da forze preponderanti tedesche impegnate a loro volta nell'offensiva generale attraverso il Belgio secondo il piano Schlieffen.
I francesi, dopo aver subito pesanti attacchi attraverso la Sambre e la Mosa, tentarono di contrattaccare sferrando una serie di assalti frontali secondo le tattiche aggressive adottate dall'Esercito francese prima della guerra, ma la superiore potenza di fuoco dei tedeschi inflisse perdite molto elevate alle truppe francesi che dovettero infine ripiegare per evitare di essere accerchiate e distrutte dalle armate nemiche. La sconfitta provocò la ritirata generale dell'ala sinistra francese in direzione di Parigi e della Marna. Nelle stesse giornate più a ovest le truppe britanniche del British Expeditionary Force furono impegnate nella battaglia di Mons; dopo un'aspra resistenza anche i britannici si ritirarono per mantenere la coesione con le truppe francesi.

## Agosto 1914

### Scoppio della guerra europea
Le dichiarazioni di guerra della Germania imperiale alla Russia il 1º agosto 1914 e alla Francia il 3 agosto misero termine in modo disastroso per la pace mondiale alla drammatica crisi di luglio e segnarono l'inizio della guerra europea.
Dopo aver preso la decisione irreversibile di entrare in guerra, la Germania in pochi giorni procedette, in un'atmosfera di entusiasmo patriottico (il cosiddetto Burgfrieden), alla mobilitazione ed alla concentrazione delle armate; venne subito attivato il complesso meccanismo del cosiddetto piano Schlieffen, il progetto strategico studiato dall'Alto comando tedesco a partire dal 1905 in caso di guerra europea. Questo piano, ideato dal generale Alfred von Schlieffen e modificato in parte nel 1912-1913 dal nuovo capo di stato maggiore, generale Helmuth von Moltke, prevedeva di concentrare la massa dell'esercito tedesco a occidente e sferrare in pochi giorni una grande offensiva attraverso il Belgio neutrale concentrando il grosso delle truppe nell'ala destra che marciando a nord e a sud di Liegi avrebbe raggiunto la Francia settentrionale e aggirato completamente l'esercito francese. Si prevedeva di poter vincere la guerra ad occidente entro sei settimane.

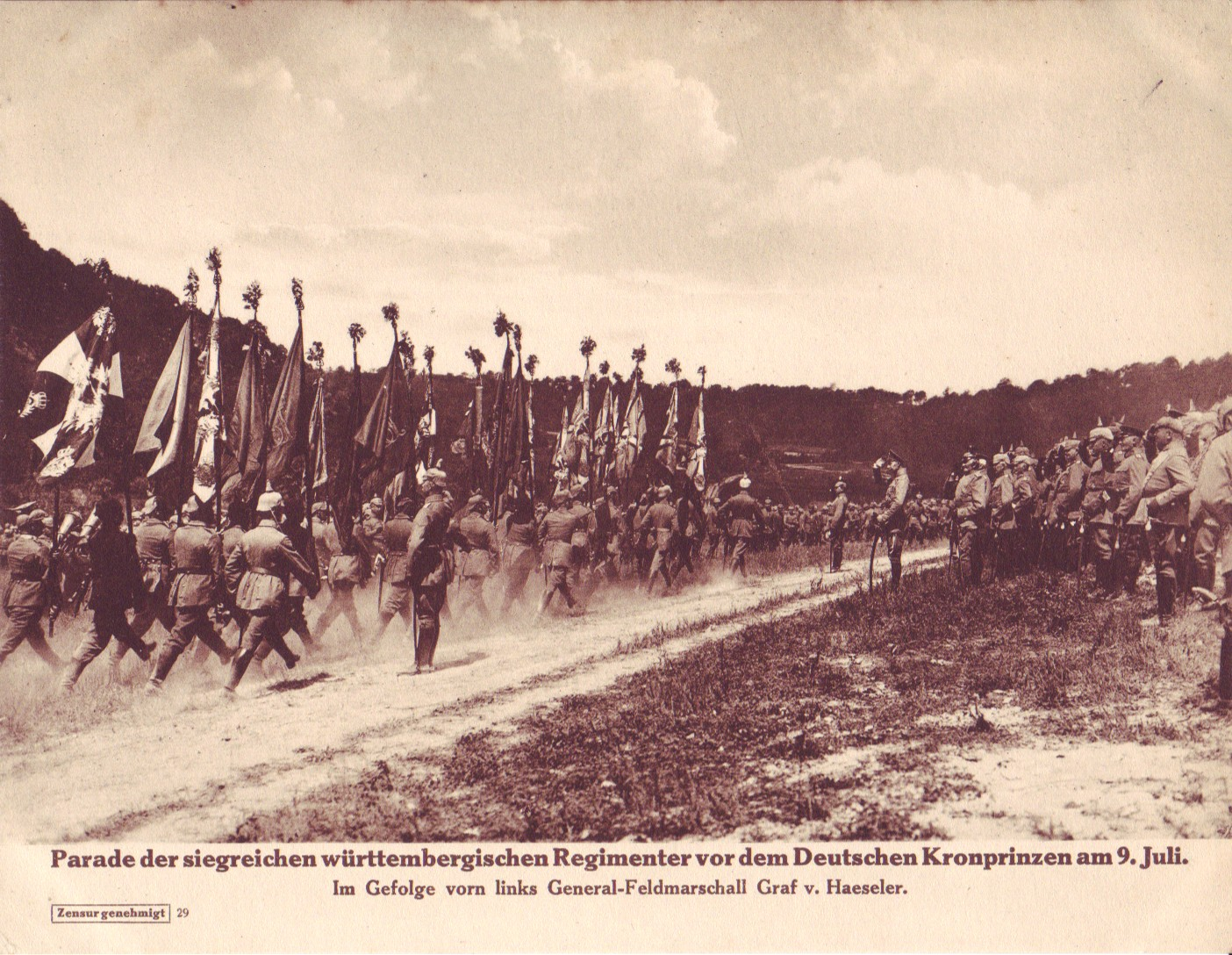
Parata di truppe tedesche il 9 luglio 1914.

A differenza delle altre potenze europee che distinguevano nettamente tra mobilitazione generale ed entrata in guerra, il meccanismo bellico della Germania imperiale e la pianificazione strategica dell'Alto comando tedesco prevedevano che l'inizio delle complesse procedure di mobilitazione generale dell'esercito fosse seguite immediatamente dallo stato di guerra e dall'inizio delle operazioni militari sul terreno. La Germania riteneva di importanza decisiva sfruttare l'eccellente organizzazione e la velocità della sua mobilitazione per sorprendere con una rapida offensiva gli avversari. Quindi la proclamazione del Kriegsgefahrzustand ("Stato di pericolo di guerra") del pomeriggio del 31 luglio, la mobilitazione generale nel pomeriggio del 1º agosto e le dichiarazioni di guerra a Russia e Francia l'1 e il 3 agosto furono seguite dall'immediata entrata di unità di avanguardia tedesche in Lussemburgo il 2 agosto e in Belgio il 4 agosto, dopo che quest'ultima nazione ebbe respinto l'ultimatum tedesco presentato il 3 agosto che richiedeva di non ostacolare il passaggio dell'esercito germanico.
L'inizio del conflitto europeo fu accolto in Francia con manifestazioni patriottiche che consacrarono la cosiddetta Union sacrée contro il nemico tedesco; tra le truppe era diffuso grande ottimismo e spirito di revanche. Dal 1911 il nuovo capo di stato maggiore dell'Esercito francese, il capace e determinato generale Joseph Joffre, aveva adottato un nuovo e ambizioso progetto strategico; il piano XVII. Questo nuovo piano, approvato dal Conseil supérieur de la guerre, prevedeva che l'esercito francese passasse all'attacco anticipando il nemico, e impiegasse le truppe in modo aggressivo secondo le teorie dell'offensiva ad oltranza. Il generale Joffre prevedeva che quattro armate avrebbero sferrato un doppio attacco: a nord della Mosella in direzione delle Ardenne, e a sud del fiume in Lorena; il comandante in capo prendeva in considerazione la possibilità che i tedeschi entrassero in Belgio ma credeva che si sarebbero limitati ad avanzare con forze limitate nella parte meridionale del paese; in questo caso un'altra armata, la 5ª Armata, tenuta in riserva sull'Oise avrebbe potuto intervenire oltre il confine belga. Inoltre il generale Joffre era stato informato che, secondo i programmi pre-bellici, era in corso di organizzazione un Corpo di spedizione britannico che sarebbe sbarcato in Francia per prendere parte alla lotta contro i tedeschi. Le truppe britanniche si imbarcarono già il 10 agosto ed entro pochi giorni affluirono nei porti di Boulogne, Le Havre e Dunkerque i primi due corpi d'armata che al comando del generale John French avrebbero dovuto concentrarsi tra Maubeuge e Hirson per rafforzare il fianco destro francese.

### Avanzata tedesca in Belgio

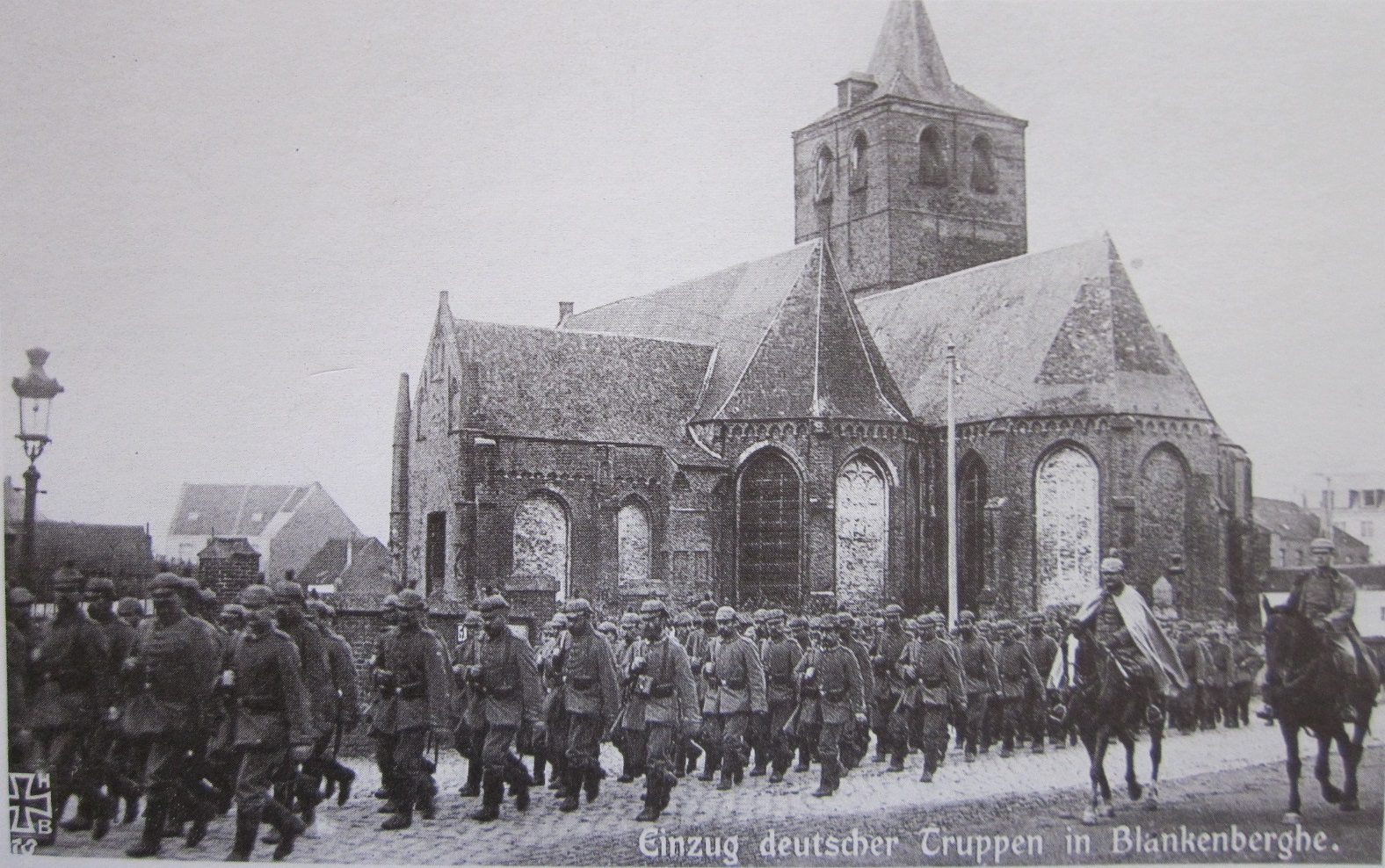
Colonne di truppe tedesche in marcia in Belgio.

Ancor prima che la massa delle forze tedesche avesse completato il suo concentramento, i programmi dello stato maggiore germanico prevedevano l'attivazione delle fasi preliminari del piano Schlieffen e quindi la conquista dei passaggi sulla Mosa e della posizione fortificata di Liegi. Questo compito, la cui rapida realizzazione avrebbe favorito l'avanzata delle forze principali che sarebbero intervenute più tardi, era stato assegnato ad alcune brigate appartenenti alla 2ª Armata, temporaneamente poste, con il nome di "Armata della Mosa", sotto il controllo del generale Otto von Emmich, comandante del X corpo d'armata. A partire dal 5 agosto questi reparti tedeschi attaccarono le difese belghe di Liegi ma, attaccando frontalmente in formazione serrata, subirono forti perdite e vennero respinte; il 6 agosto gran parte delle divisioni belghe si ritirarono verso Lovanio, abbandonando la linea della Mosa e i tedeschi entrarono nella città, ma furono necessari altri dieci giorni e l'intervento dell'artiglieria pesante d'assedio per conquistare tutti i forti della cintura difensiva di Liegi.
Nel frattempo l'esercito tedesco aveva completato con rapidità ed efficienza il suo concentramento e l'Oberste Heeresleitung, stabilito a Coblenza, poté dare inizio alla grande manovra offensiva dell'ala destra prevista dal piano Schlieffen. Costituite da oltre 700 000 uomini, le tre armate assegnate all'ala destra avrebbero sferrato l'attacco principale a nord e a sud della Mosa marciando attraverso il Belgio fino alla Francia settentrionale e aggirando l'esercito francese. Il 13 e il 15 agosto entrarono in azione la 2ª Armata del generale Karl von Bülow e la 1ª Armata del generale Alexander von Kluck, incaricate di raggiungere in un primo tempo la linea Bruxelles-Namur; il 17 agosto iniziò a muovere il grosso della 3ª Armata del generale Max von Hausen che aveva il compito di attaccare verso ovest fino alla linea della Mosa tra Namur e Dinant. La marcia della fanteria germanica era preceduta dai due corpi di cavalleria del generale Georg von der Marwitz e del colonnello Manfred von Richthofen. L'avanzata dell'ala destra tedesca in Belgio non fu ostacolata dall'esercito belga che stava ripiegando verso il fiume Gette, ma fu caratterizzata da repressioni, rappresaglie e violenze da parte delle truppe nei confronti della popolazione; con il pretesto di atti di resistenza da parte di cosiddetti franchi tiratori, i reparti tedeschi radunarono ostaggi ed eseguirono fucilazioni di civili e devastazioni. Lo stesso alto comando tedesco parlò di "avanzata brutale".
Nel frattempo, dopo la dichiarazione di guerra, il generale Joffre aveva dato immediatamente inizio ai movimenti previsti dal piano XVII, organizzando la concentrazione delle sue armate lungo il confine con la Germania e sulla riva della Mosa, a sud del confine belga. Dopo aver ricevuto dal Belgio il 5 agosto la richiesta di soccorso per contrastare l'invasione tedesca, il comandante in capo francese fece quindi attraversare la frontiera alle unità della 5ª Armata del generale Charles Lanrezac, posizionate inizialmente in Champagne, sul fianco sinistro dello schieramento; i reparti di fanteria furono preceduti dal corpo di cavalleria del generale André Sordet che a partire dal 6 agosto avanzò rapidamente verso nord in direzione di Liegi per sostenere i belgi ed individuare l'eventuale presenza del nemico.
Fin dall'8 agosto la cavalleria del generale Sordet raggiunse l'area di Liegi dove tuttavia, affaticata dalla rapida avanzata e sorpresa dall'inatteso contatto con il nemico, si trovò subito in difficoltà di fronte alle potenti forze tedesche presenti nella zona; il 9 agosto iniziò subito a ripiegare verso la frontiera franco-belga. I corpi di cavalleria tedeschi riuscirono a coprire efficacemente l'avanzata delle armate dell'ala destra e respinsero i cavalieri francesi; nei giorni seguenti la cavalleria tedesca continuò a muovere all'avanguardia e superò facilmente la resistenza dei reparti belgi. Dopo un combattimento sfavorevole a Tirlemont, l'esercito belga decise di abbandonare la linea del fiume Gette e ripiegare ad Anversa; la 1ª Armata tedesca del generale von Kluck il 20 agosto entrò a Bruxelles.

### Marcia di avvicinamento delle armate

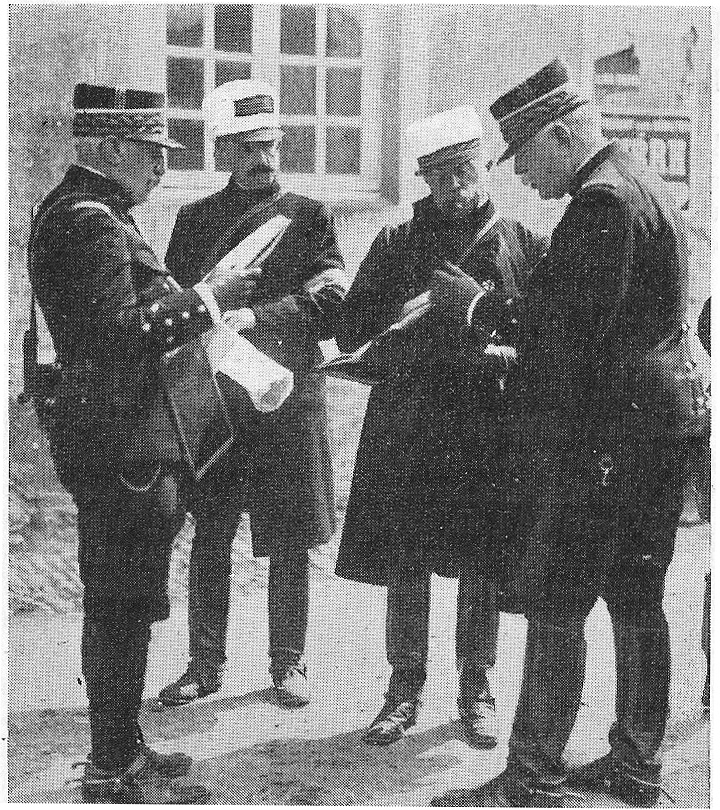
Riunione di generali francesi: primo da sinistra il generale Édouard de Castelnau; terzo e quarto i generali Andrè Sordet e Joseph Joffre.

Il generale Joffre era stato informato dal generale Sordet che la massa di truppe tedesche in avanzata nell'area di Liegi appariva molto forte e che le deboli forze belghe, incapaci di arrestare l'invasione tedesca, avevano iniziato a ripiegare verso Anversa lasciando solo la 4ª Divisione a presidiare la fortezza di Namur, mentre il Corpo di spedizione britannico del generale John French era ancora in fase di organizzazione nell'area di Maubeuge e non sarebbe potuto entrare in azione prima di alcuni giorni. Nonostante queste notizie poco favorevoli, il generale Joffre decise di continuare ad applicare i progetti operativi del piano XVII; per coprire il suo fianco sinistro che sembrava minacciato dall'avanzata di notevoli forze tedesche a nord della Mosa, il generale fece avanzare a nord oltre il confine belga la 5ª Armata del generale Charles Lanrezac. Il generale Joffre il 12 agosto ordinò al generale Lanrezac di muovere il 1º Corpo d'armata del generale Louis Franchet d'Espèrey ad ovest di Dinant sulla Mosa, dove il 15 agosto i francesi ebbero inaspettatamente un primo scontro con quelle che vennero ritenute avanguardie tedesche. Il combattimento di Dinant del 15 agosto terminò con un successo tattico dei francesi che mantennero il controllo della Mosa, ma nel frattempo la cavalleria del generale Sordet decise di ripiegare ulteriormente a ovest del fiume e prese posizione lungo la Sambre cercando di mantenere il contatto con il corpo di spedizione britannico.
Questi primi scontri iniziarono ad allarmare anche il quartier generale francese che diede nuove disposizioni operative alla 5ª Armata. Il giorno precedente, il 14 agosto, il comandante in capo, durante un colloquio con il generale Lanrezac che era fortemente preoccupato e riteneva che le forze tedesche in Belgio fossero molto più numerose e potenti del previsto, si era dimostrato ancora fiducioso e aveva considerato allarmistiche ed esagerate le valutazioni del suo subordinato. Il 15 agosto il generale Joffre diramò la sua "Istruzione Speciale N. 10"; egli affermava che forse i tedeschi "stavano compiendo il loro sforzo maggiore con l'ala destra a nord di Givet" e ordinava alla 5ª Armata di muovere a nord-ovest per prendere posizione dietro la Sambre; non avendo compreso la forza numerica dell'ala destra tedesca, egli riteneva che queste forze fossero in grado di affrontare e battere, "di concerto con l'esercito inglese e quello belga", il "gruppo settentrionale" del nemico, dandogli il tempo di sferrare l'attacco decisivo nelle Ardenne. Il comandante in capo era convinto che le armate francesi fossero in netta superiorità numerica nelle Ardenne e che i tedeschi disponessero solo di deboli forze in quel settore.
La marcia della fanteria francese in Belgio si svolse inizialmente, nonostante la stanchezza a causa delle lunghe tappe e il caldo soffocante, in un'atmosfera di ottimismo; le truppe ricevettero una festosa accoglienza dalla popolazione belga; i soldati francesi cantavano le famose marce delle armate rivoluzionarie: Sambre et Meuse e La Marsigliese. Il 16 mattina due corpi d'armata francesi della 5ª Armata avanzarono quindi in direzione della Sambre; il 1º corpo rimase sulla riva sinistra della Mosa, mentre il 18º corpo d'armata, che era molto più arretrato, iniziò a muovere da Toul verso nord con l'obiettivo di raggiungere l'ala sinistra dell'armata e cercare di entrare in contatto con i britannici.

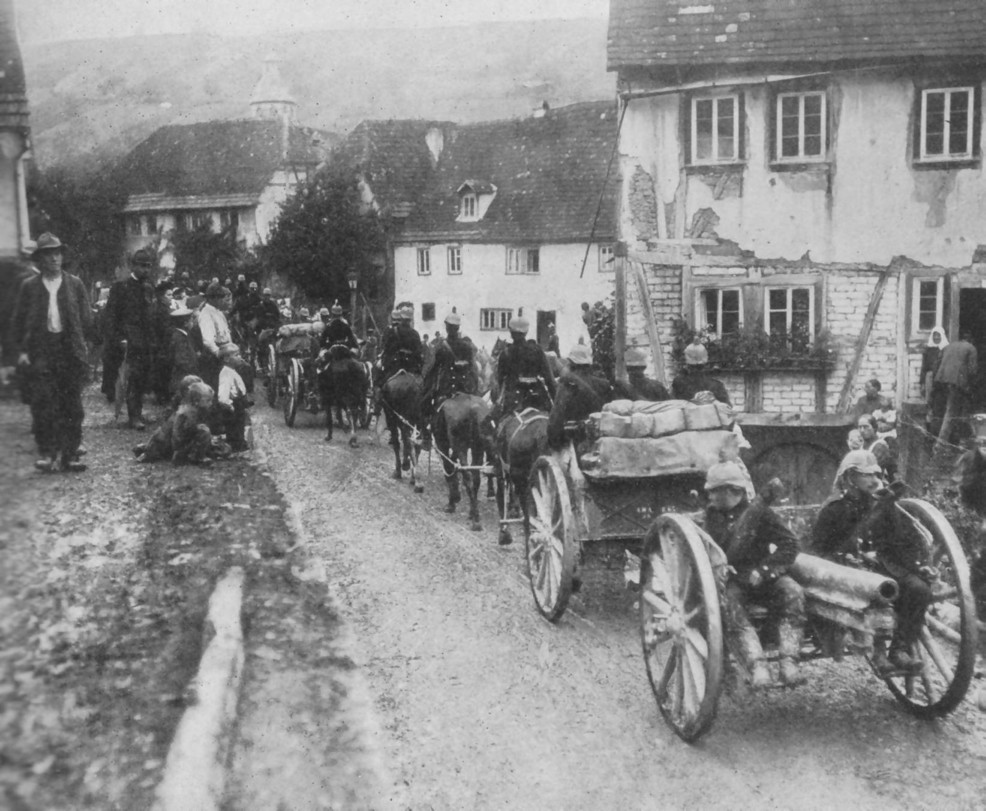
Colonna di cannoni campali tedeschi 7,7 cm FK 96 nA in marcia durante la grande avanzata dell'estate 1914 in Belgio e Francia.

Le tre armate tedesche dell'ala destra stavano avanzando in Belgio senza incontrare opposizione ma continuavano a dimostrare un comportamento brutale nei confronti della popolazione. In un primo momento i due corpi di cavalleria avevano protetto con grande efficacia la marcia della fanteria ma il 20 agosto questi reparti non si trovavano più in posizione per svolgere i loro compiti di ricognizione e appoggio. Il corpo del generale von der Marwitz aveva trovato difficoltà a causa di ingorghi sulle vie di comunicazioni e si trovava dietro la 2ª Armata del generale von Bülow, mentre il corpo di cavalleria del colonnello von Richthofen era stato impiegato in una incursione a grande distanza verso Lilla dove si credeva all'OHL che fosse raggruppato il corpo di spedizione britannico. A causa di questa dispersione della cavalleria le armate tedesche quindi non conoscevano perfettamente la posizione delle forze avversarie, anche se ricognizione aeree avevano riferito della probabile presenza di sette corpi d'armata nemici nell'area compresa tra il fiume Sambre e la Mosa. Dall'inizio della guerra l'esercito tedesco stava dimostrando potenza ed efficienza militare; le colonne delle truppe avanzavano apparentemente invincibili; i soldati tedeschi, disciplinati e ben equipaggiati, marciavano cantando continuamente le bellicose canzoni Deutschland über alles, Die Wacht am Rhein, Heil dir im Siegeskranz.
Entro il 20 agosto il grosso della 5ª Armata francese completò, sotto la copertura della cavalleria del generale Sordet, la sua marcia fino alle rive della Sambre; in realtà il generale Joffre non era ancora realmente cosciente del pericolo in arrivo da nord e il 18 agosto egli aveva dato disposizione al generale Lanrezac di prepararsi anche ad un'eventuale offensiva in direzione ovest, superando la Mosa e appoggiando l'attacco della 4ª Armata verso Thionville. Il 19 agosto la cavalleria del generale Sordet venne duramente impegnata dalle avanguardie tedesche e segnalò l'avvicinamento del nemico; sotto la pressione dei tedeschi i cavalieri francesi rinunciarono a difendere la riva settentrionale della Sambre e ripiegarono a sud del fiume cercando di prendere posizione a ovest della città di Charleroi per coprire il fianco destro del Corpo di spedizione britannico e il 18º corpo d'armata francese in arrivo.
Dopo la ritirata della cavalleria quindi i due corpi d'armata di testa della 5ª Armata si trovarono esposti sulla linea della Sambre da Namur a Charleroi; i francesi occupavano con avanguardie tutti i 63 ponti presenti lungo la Sambre e la Mosa da Charleroi a Dinant; a sud del fiume si estendeva il cosiddetto Le borinage, il distretto minerario del carbone di Charleroi, ricco di stabilimenti industriali e cittadine minerarie. Il generale Lanrezac era consapevole della rischiosa situazione delle sue truppe e dell'imminente arrivo di grandi forze nemiche a nord della Sambre; egli inoltre non era riuscito ad ottenere la collaborazione del generale britannico French. Dopo un infelice incontro diretto, ostacolato anche dalle difficoltà di comprensione linguistica, il generale Lanrezac si convinse che non avrebbe ottenuto alcun reale aiuto dai britannici che stavano organizzando una posizione difensiva lungo il canale di Mons. Il generale illustrò con accenti pessimistici il quadro operativo sul campo al generale Joffre che infine acconsentì con riluttanza a rinunciare ad un'avanzata francese a nord della Sambre e diede libertà d'azione al comandante della 5ª Armata.
Le truppe tedesche giunte a contatto il 20 agosto con gli avamposti francesi a nord della Sambre appartenevano alla 2ª Armata del generale Karl von Bülow; questo generale intendeva attaccare al più presto oltre il fiume frontalmente con le sue forze e sperava di poter coordinare l'offensiva con manovre d'aggiranti sui fianchi del nemico condotte a sud-est dalla 3ª Armata del generale von Hausen che si stava avvicinando in forze alla Mosa, e a ovest dalla 1ª Armata del generale von Kluck che dopo essere entrata a Bruxelles aveva proseguito verso il canale di Mons. In realtà il generale von Bülow ebbe difficoltà a organizzare un attacco combinato; la cavalleria tedesca era al momento lontano e non disponibile per riconoscere l'esatta posizione del nemico, mentre il generale von Hausen era in ritardo e non sarebbe stato in grado di attaccare in forze sulla Mosa prima del 23 agosto. Inoltre il generale von Kluck, che in teoria dipendeva gerarchicamente, secondo una precisa disposizione del generale von Moltke, dal generale von Bülow, si dimostrò poco interessato a collaborare e preferì non convergere verso sud-est come avrebbe voluto il comandante della 2ª Armata. Il generale von Kluck segnalò che le sue forze non sarebbero arrivate prima del 24 o del 25 agosto e che la 1ª Armata aveva di fronte il corpo di spedizione britannico che egli si preparava ad attaccare lungo il canale di Mons.

## Battaglia di Charleroi

### Le forze contrapposte
Gli eserciti che si stavano per affrontare per la prima volta disponevano di armi nuove e micidiali ma conservano ancora molte delle caratteristiche di equipaggiamento e soprattutto di tattica, tipiche dei conflitti bellici dell'Ottocento. Le continue innovazioni tecnologiche in realtà avevano prodotto cambiamenti irreversibili della guerra che stavano per essere drammaticamente confermati sul campo di battaglia di Charleroi. I soldati francesi e tedeschi erano armati con fucili a retrocarica moderni che sparavano le nuove munizioni con polvere senza fumo che miglioravano la propulsione del proiettile e rendevano difficile localizzare il tiratore; il fucile francese Lebel da 8 mm con caricatore tubulare da otto colpi e il fucile tedesco Mauser 98 da 7,92 mm con caricatore a pacchetto da cinque colpi erano armi efficienti che permettevano un tiro rapido, preciso ed efficace fino a distanze intorno ai mille metri. Ancor più pericoloso per le truppe sul campo di battaglia si sarebbe rivelato l'impiego delle mitragliatrici, di cui i due eserciti non avevano ancora avuto esperienza diretta. In realtà i generali francesi, pur adottando la mitragliatrice Saint-Étienne, continuavano a mostrare dubbi sulla reale importanza di questa arma, considerata troppo ingombrante e soprattutto eccessiva consumatrice di munizioni; sei di queste mitragliatrici erano assegnate ad ogni reggimento ma dipendevano dalla compagnia del quartier generale. L'esercito tedesco invece aveva deciso nel 1913 di rinforzare ogni reggimento di fanteria con una compagnia di mitragliatrici pesanti MG 08 che si sarebbero dimostrate in grado di disgregare in pochi secondi interi reparti di fanteria nemica, soprattutto su terreno scoperto, lungo le vie cittadine e all'ingresso dei ponti.

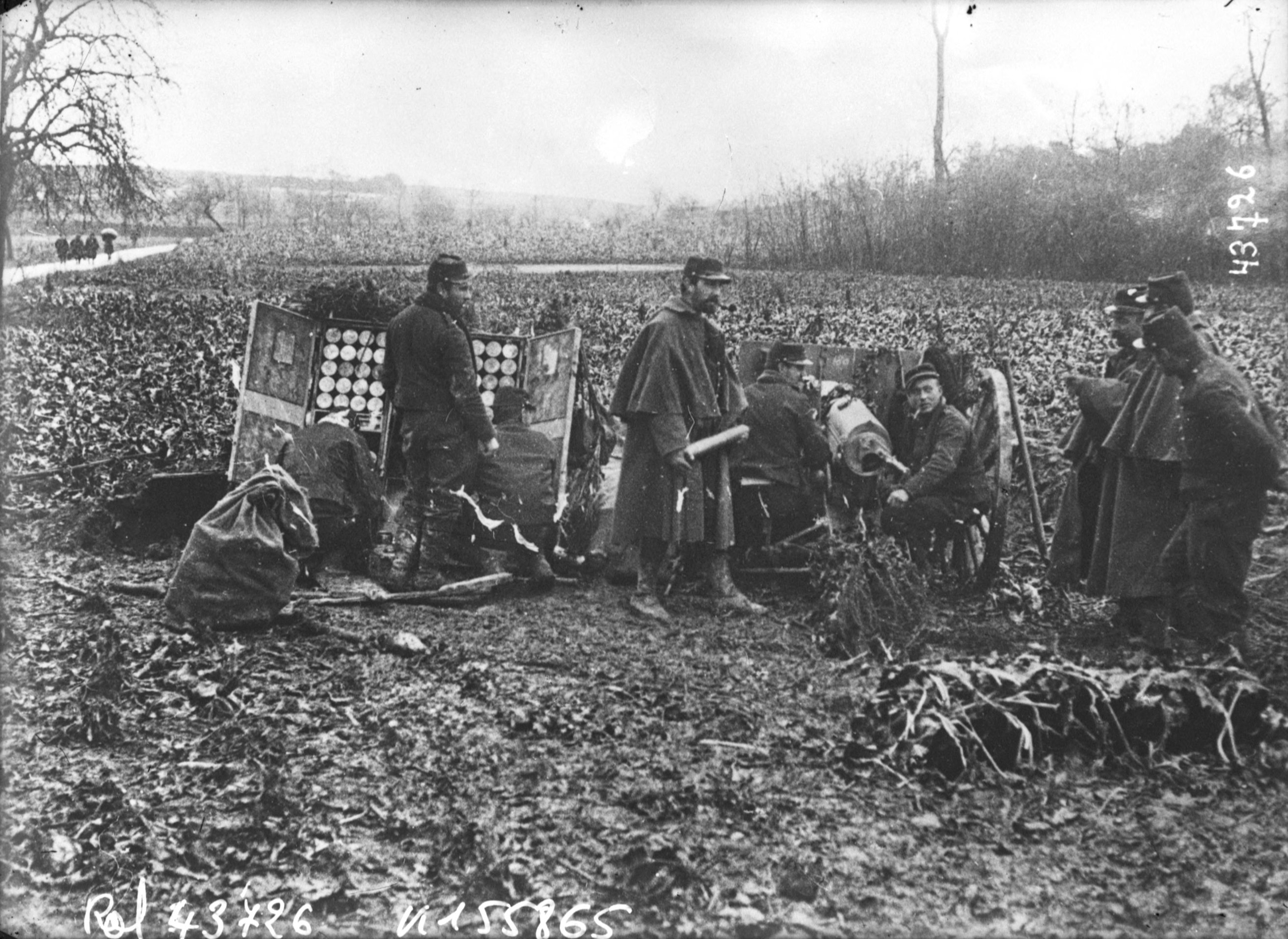
Artiglieri francesi in azione con il famoso cannone campale da 75 mm.

L'esercito francese aveva invece piena fiducia nella sua eccellente artiglieria campale che riteneva di importanza decisiva per accompagnare le truppe di fanteria e sostenere gli attacchi frontali; il cannone campale da 75 mm assegnato alle batterie divisionali ed alla riserva di corpo d'armata era considerato nettamente superiore ad ogni pezzo di artiglieria nemica, grazie alla sua precisione, al suo tiro teso, alla sua gittata di oltre 8 000 metri, alla sua mobilità e soprattutto alla sua straordinaria cadenza di tiro fino a 20-30 colpi al minuto. Il 75 mm sembrava in grado di dominare il campo di battaglia intervenendo simultaneamente alla fanteria con tiro prevalentemente a puntamento diretto. Il corpo d'armata francese, formato da due divisioni di fanteria, disponeva in totale di 120 cannoni da 75 mm. Il cannone campale equivalente tedesco, il FK 96 nA da 77 mm, frutto di un programma di ammodernamento d'emergenza, era leggero, molto mobile ed efficace ma inferiore rispetto al cannone francese; il corpo d'armata tedesco aveva 108 cannoni da 77 mm. Mentre l'esercito francese aveva ritenuto decisivo disporre di un cannone leggero e potente per condurre con successo una guerra offensiva di movimento e quindi non aveva sviluppato l'artiglieria pesante d'armata che era ancora equipaggiata con cannoni e obici da 105, 120 e 155 mm di modesta qualità, l'esercito tedesco era invece molto meglio equipaggiato con pezzi di artiglieria pesante. Considerando l'importanza di attaccare le fortificazioni e di assicurare un appoggio di fuoco indiretto alle truppe, l'artiglieria tedesca era equipaggiata con moderni cannoni da 100 mm e obici da 105 e 150 mm; ogni corpo d'armata tedesco disponeva quindi, oltre che di 108 cannoni da 77 mm, di 36 obici FH 98/09 da 105 mm e di 16 obici sFH 02 da 150 mm. Erano disponibili anche obici pesanti da 210 mm Mörser 10; l'esercito tedesco entrò in guerra con 3 500 pezzi di artiglieria pesante contro le 300 bocche da fuoco pesanti dell'esercito francese.
Accanto alle innovazioni tattiche e tecniche consentite dalle innovazioni rivoluzionarie nel campo dell'armamento, negli eserciti francese e tedesco peraltro permanevano concezioni operative e idealità marziali ancora di tipo ottocentesco. In particolare nell'esercito francese veniva data sempre grande importanza alle tattiche di fanteria tradizionali con attacchi in massa a ranghi serrati in colonne di battaglione di tipo napoleonico, guidate in prima linea da ufficiali subalterni armati con sciabola e pistola. L'arma bianca era ritenuta ancora molto importante e quindi, mentre la cavalleria conservava le lance accanto alle carabine, il fante francese era equipaggiato con una lunga baionetta, la Rosalie, ed era addestrato ad impiegarla nell'assalto finale corpo a corpo. I soldati francesi mantennero anche le loro sfolgoranti divise blu e rosse, molto visibili sul terreno; gli ufficiali francesi ritennero che fosse importante per il morale e l'orgoglio militare dei soldati mantenere le vistose uniformi ottocentesche.

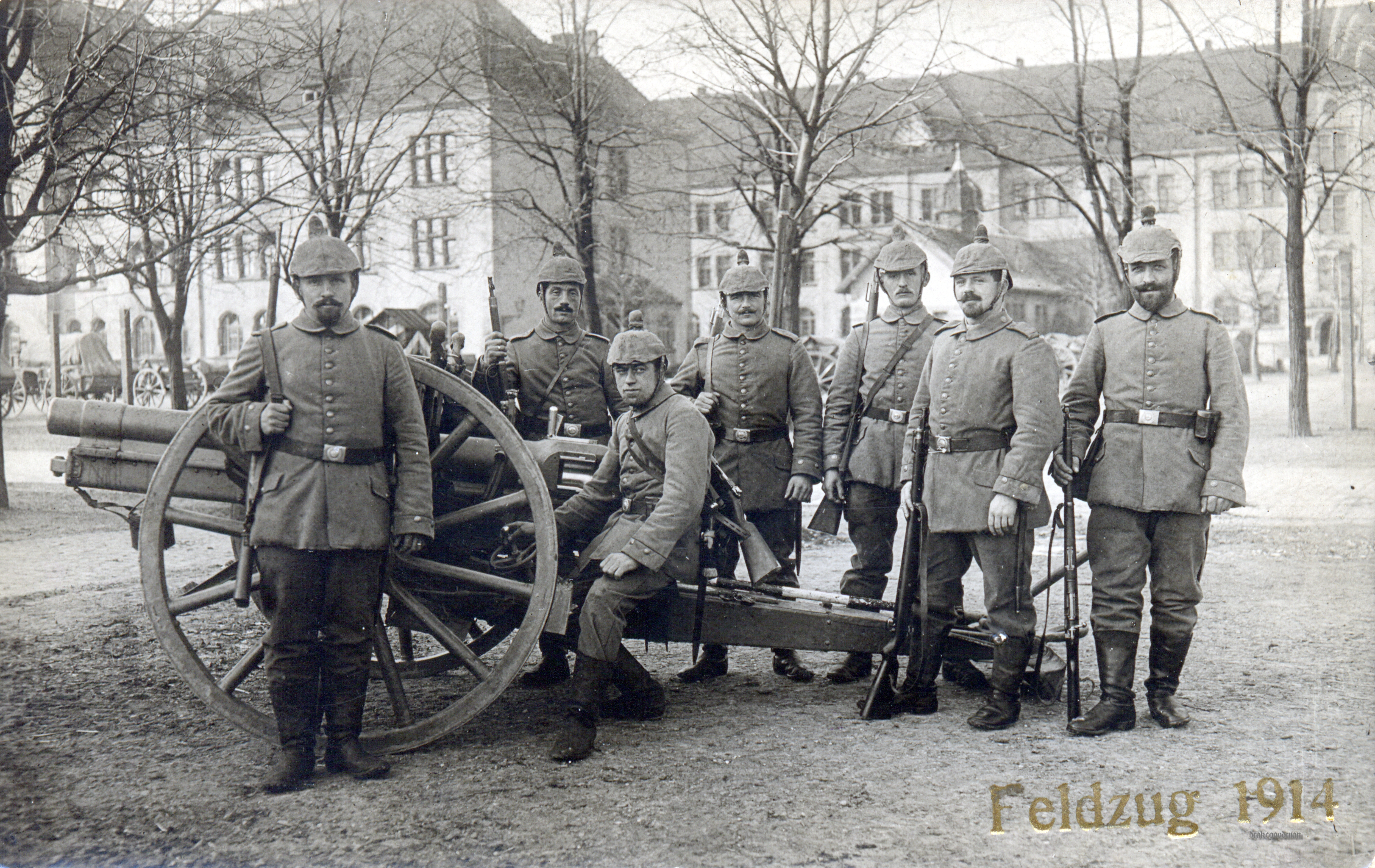
Artiglieri tedeschi il loro cannone campalel 7,7 cm FK 96 nA.

L'esercito francese entrò in guerra fidando pienamente nelle teorie tattico-operative dell'offensiva ad oltranza e quindi nell'assalto aggressivo alla baionetta non appena fosse stato individuato il nemico; queste concezioni tattiche, sviluppate da teorici del tardo ottocento e adottate e condivise dalla maggior parte dei generali francesi prevedevano il cosiddetto attaque brusquée e si basavano sulle teorie idealistiche dell'élan, della "furia francese", e della presunta superiore qualità di combattente del soldato francese. Nonostante le esperienze delle guerre dei primi anni del Novecento in Estremo Oriente e nei Balcani, gli alti comandi francesi mantennero ostinatamente le loro concezioni strategiche e tecniche, minimizzando l'importanza dell'artiglieria pesante, dell'aviazione, delle mitragliatrici e delle riserve.
In teoria invece l'Alto comando tedesco aveva maggiormente compreso la decisiva importanza della potenza di fuoco e la rivoluzione tecnico-tattica in corso; l'esercito germanico era ben equipaggiato di artiglieria pesante e le truppe erano state addestrate ad avanzare con rapide manovre con il costante sostegno delle mitragliatrici che venivano considerate indispensabili per fornire il supporto di fuoco non solo nella fase difensiva ma anche nell'attacco. Inoltre, secondo la dottrina del Auftragstaktik, la teoria tedesca prevedeva la decentralizzazione della direzione tattica sul campo di battaglia e quindi la valorizzazione della capacità di iniziativa di ufficiali inferiori e sottufficiali. Le truppe erano state equipaggiate con la nuova divisa feldgrau molto meno vistosa delle uniformi francesi anche se era stato mantenuto il pickelhaube (l'elmo di cuoio a chiodo dell'esercito prussiano dell'Ottocento) che non forniva molta protezione. In realtà nelle fasi iniziali della guerra anche l'esercito tedesco sembrò trascurare queste opportune novità tattiche e spesso sferrò attacchi in massa con dense colonne a ranghi serrati senza considerare la potenza di fuoco delle armi moderne. Le truppe tedesche subirono quindi perdite elevate negli attacchi contro le fortificazioni belghe di Liegi e in alcuni casi vennero decimate attaccando allo scoperto sotto il fuoco micidiale dei cannoni da 75 mm francesi.

### 21 agosto

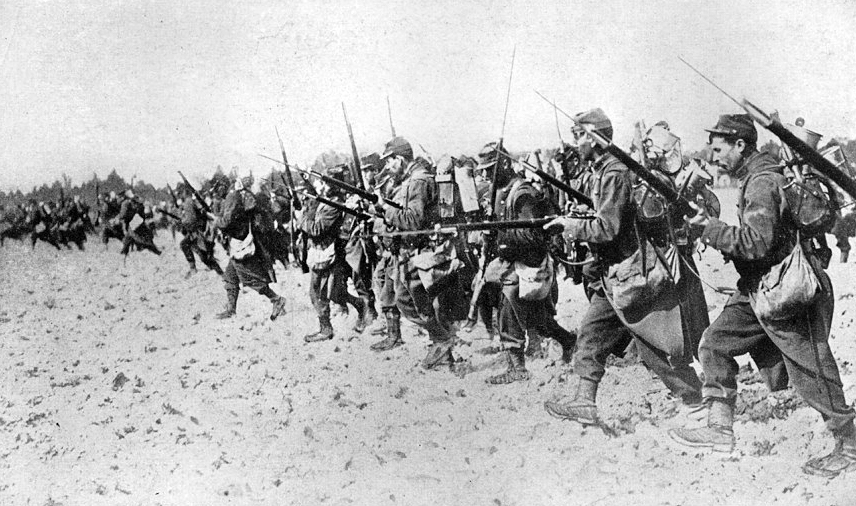
Fanteria francese all'assalto.

In un primo momento, nonostante le difficoltà di coordinamento, il generale von Bülow aveva deciso di attaccare alle ore 11.00 del 21 agosto con il corpo d'armata della Guardia del generale Karl von Plettenberg e con il X corpo d'armata dell'Hannover del generale Otto von Emmich, attraversando la Sambre tra le cittadine industriali di Tamines e Jemeppe-sur-Sambre, ma dopo aver appreso dal generale von Hausen che la sua 3ª Armata era molto in ritardo ad est della Mosa e nella giornata non avrebbe potuto intervenire, alle ore 09.45 decise di rinunciare all'attacco. Tuttavia i comandanti subordinati sul posto decisero di non tenere conto di questi nuovi ordini e i reparti della Guardia giunti ai ponti di Auvelais, convinti che le difese nemiche fossero deboli, decisero alle ore 10.00 di prendere l'iniziativa, passare il fiume e conquistare la cittadina.
Il settore della Sambre attaccato era occupato dai reparti del 10º corpo d'armata francese del generale Gilbert Defforges; le truppe francesi schierate sui ponti attendevano di ricevere gli ordini di attaccare e non avevano predisposto solide posizioni difensive. L'inaspettata comparsa a nord del fiume Sambre delle truppe tedesche provocò i primi scontri; quindi i francesi furono bersagliati da un crescente e micidiale fuoco dell'artiglieria pesante campale tedesca. I soldati francesi difesero con accanimento i ponti e inflissero perdite ai reparti tedeschi della Guardia ma in tarda mattinata, sotto il fuoco dei cannoni, i difensori abbandonarono le posizioni e ripiegarono di due chilometri; i tedeschi, appartenenti alla 2ª Divisione della Guardia del generale Arnold von Winckler, attaccarono con tenacia e conquistarono i ponti principali tra Pont-de-Loup e Ham-sur-Sambre; quindi avanzarono a sud della Mosa e occuparono gli abitati di Auvelais, Arsimont e Tamines.

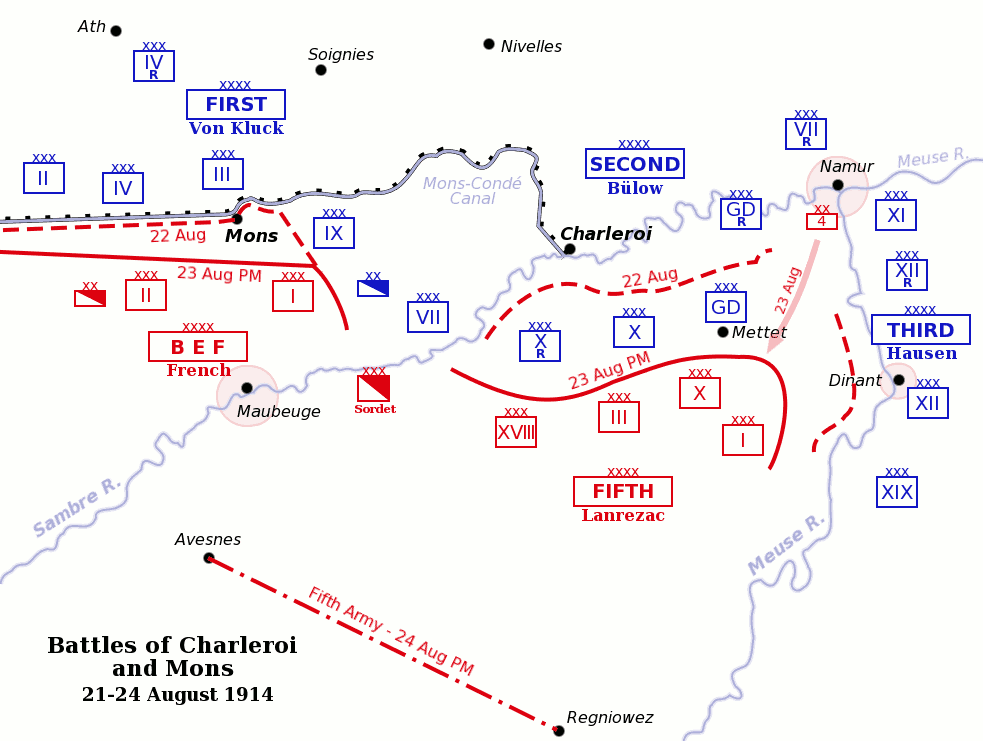
Mappa della battaglia di Charleroi.

Nel pomeriggio i francesi organizzarono il contrattacco; fidando nelle teorie operative dell'elan e dell'"offensiva ad oltranza"; la 19ª Divisione del generale Gaëtan Bonnier, costituita da truppe bretoni, si lanciò all'assalto cercando di riconquistare le cittadine di Arsimont e Auvelais. La presenza di costruzioni, officine, impianti industriali, recinzioni, ostacolò lo spiegamento dei francesi per l'attacco frontale in masse serrate; i combattimenti principali si svolsero all'interno degli abitati dove le mitragliatrici tedesche inflissero pesanti perdite alle colonne francesi avventuratesi allo scoperto nelle strade senza il sostegno dell'artiglieria. Dentro gli edifici e le officine e lungo le vie si accesero aspri scontri, in particolare ad Arsimont dove i francesi, penetrati nella città, che avevano subito in poche ore la perdita di 175 uomini, furono raggiunti da un secondo reggimento che tentò un nuovo assalto frontale alla baionetta. I soldati francesi fecero qualche progresso e guadagnarono terreno ma vennero ancora bloccati dal fuoco delle mitragliatrici e dei cannoni campali dei soldati tedeschi della Guardia. In serata tedeschi e francesi, esausti e indeboliti dalle dure perdite, erano impegnati in sterili scontri ravvicinati dentro Arsimont.
Alla fine della giornata il comando francese dei reggimenti di punta decise di ritirare le sue truppe per riorganizzarle prima di sferrare un nuovo attacco in forze; i soldati ancora impegnati nei combattimenti ravvicinati ad Arsimont quindi ripiegarono di alcuni chilometri fino all'abitato di Fosse, mentre invece due compagnie rimasero sull'ansa del fiume a est di Tamines. I tedeschi del corpo d'armata della Guardia avevano mantenuto il possesso di Auvelais e Arsimont a sud della Sambre ma avevano subito a loro volta perdite elevate a causa dei ripetuti assalti francesi e non erano in grado di riprendere subito l'avanzata. A ovest di Tamines il 21 agosto si svolsero altri violenti combattimenti; i tedeschi del X corpo d'armata hannoveriano del generale von Emmich attaccarono dalle ore 14.00 i ponti sulla Sambre principalmente a Roselines, presidiati da truppe francesi della 5ª Divisione, reclutata in Normandia, appartenente al 3º corpo d'armata del generale Henry Sébastien Sauret. I primi assalti tedeschi, sferrati dalla 19ª Divisione del generale Max Paul Hoffmann vennero fortemente contrastati dai soldati francesi. Ancora una volta la superiore potenza di fuoco dell'artiglieria tedesca e l'impiego offensivo delle mitragliatrici mise in difficoltà i difensori; sotto un pesante fuoco di cannoni pesanti, i francesi ripiegarono all'interno della cittadina di Roselines e i tedeschi riuscirono a conquistare i ponti a Torgné e superarono il fiume. In serata i francesi abbandonarono Roselines e si schierarono nella cittadina di Aiseau, mentre più a ovest un altro attacco tedesco a Pont-de-Loup venne respinto.

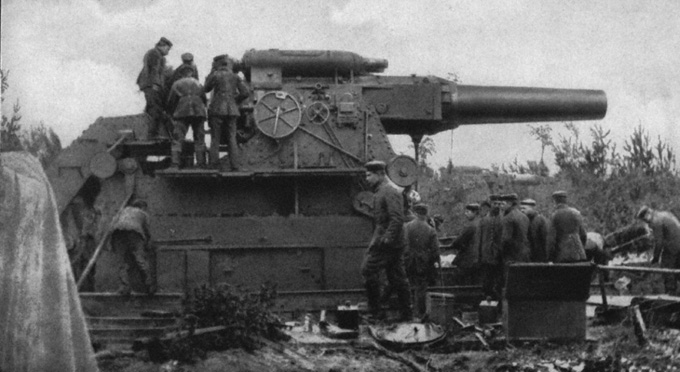
Uno degli obici pesanti tedeschi da 42 cm che distrussero i forti di Liegi e di Namur all'inizio della guerra.

Mentre due corpi della 2ª Armata tedesca attaccavano la linea della Sambre, principalmente per iniziativa dei comandanti subordinati, e conquistavano due importanti teste di ponte, il generale von Bülow durante la giornata del 21 agosto aveva concentrato molta attenzione sulla situazione della fortezza di Namur, al comando del governatore militare tenente generale Victor Léonard Michiel, e difesa dalla guarnigione dei forti rinforzata dalla 4ª Divisione belga del generale Édouard Michel du Faing d'Aigremont. Dopo i fallimenti degli attacchi diretti contro la fortezza di Liegi, il generale von Bülow aveva deciso di organizzare una guerra d'assedio portando avanti gli obici pesanti Skoda da 305 mm e Krupp da 420 mm e iniziando dalle ore 10.00 un devastante fuoco d'artiglieria contro i forti principali. Le forze tedesche impegnate a Namur appartenevano principalmente al corpo d'armata di riserva della Guardia del generale Max von Gallwitz, che nei giorni seguenti fu rafforzato dall'arrivo dell'XI corpo d'armata dell'Assia del generale Otto von Plüskow, appartenente al III Armata in movimento a est della Mosa. La situazione dei difensori divenne presto critica; l'ufficiale di collegamento francese a Namur informò il generale Lanrezac della probabile caduta della piazzaforte in tempi brevissimi e richiese l'invio di rinforzi francesi anche per sostenere con la loro presenza il morale dei belgi; quindi il comandante della 5ª Armata, la sera del 21 agosto, decise di inviare tre battaglioni che raggiunsero la fortezza la mattina del 22 agosto.
La situazione strategica complessiva alla fine del 21 agosto appariva ancora poco chiara; a ovest della 5ª Armata il corpo di cavalleria francese del generale Sordet manteneva, con il rinforzo di una brigata di fanteria, il collegamento con il Corpo di spedizione britannico del generale French, che stava consolidando le sue posizioni intorno a Mons e non sembrava intenzionato a prendere l'iniziativa. La 1ª Armata tedesca del generale von Kluck stava scendendo a sud-ovest da Bruxelles, ma era ancora lontano e non sembrava in grado di attaccare in breve tempo i britannici, mentre sulla Mosa non si segnalavano combattimenti di rilievo; il generale von Hausen con la 3ª Armata tedesca non aveva ancora completato il suo schieramento prima di passare a ovest del fiume.

### 22 agosto
Nonostante il passaggio dei tedeschi a sud della Sambre, la situazione tattica della 5ª Armata francese, dopo la prima giornata di battaglia, non era ancora realmente compromessa; il generale Lanrezac non riteneva decisivo impedire il passaggio del fiume; il terreno su cui avevano ripiegato le forze francesi del 3º e 10º corpo d'armata appariva ottimo per organizzare una solida posizione difensiva e sbarrare il passo al nemico. I francesi erano schierati sulle alture che controllavano il corso del fiume; protetti dai folti boschi, sembravano in grado di controllare dalle quote dominanti i movimenti del nemico ed eventualmente contrattaccare. Su queste posizioni il generale Lanrezac intendeva attendere le notizie degli sviluppi della situazione sui fianchi della sua armata; a sinistra egli non aveva ancora informazioni precise sullo schieramento delle truppe del Corpo di spedizione britannico, mentre sulla sua destra era in corso l'offensiva della 4ª Armata del generale Fernand de Langle de Cary nelle Ardenne. Le prudenti disposizioni del generale Lanrezac tuttavia furono rapidamente messe da parte dalle decisioni prese dai comandanti subordinati dei corpi d'armata e delle divisioni francesi presenti sul campo; pienamente aderenti alle concezioni dell'offensiva ad oltranza che prevedevano il contrattacco per riconquistare in qualsiasi circostanza ogni posizione perduta, gli ufficiali francesi, ed anche le truppe schierate, erano fortemente decisi a contrattaccare subito per riprendere le cittadine della cintura di Charleroi e ritornare sulla Sambre.
Trascurando le considerazioni tattiche e privi di ordini precisi, i generali e i soldati erano pronti a prendere l'iniziativa senza attendere; alle ore 23.45 del 21 agosto il generale Defforges, comandante del 10º corpo d'armata, comunicò che egli, nonostante le disposizioni difensive del comando d'armata, era intenzionato a passare all'offensiva. Non ricevendo risposta dal generale Lanrezac, il generale Defforges, dopo due ore di attesa, ordinò l'attacco per rigettare i tedeschi a nord della Sambre. Il 10º corpo d'armata sarebbe partito dalle sue posizioni nelle cittadine di Fosse e Aisemont, circa dieci chilometri a sud del fiume di fronte allo schieramento della Guardia prussiana del generale von Plettenberg, mentre più a ovest il 3º corpo d'armata del generale Sauret si trovava sul margine delle alture a soli tre chilometri dalla Sambre dove erano in posizione i reparti tedeschi del X corpo d'armata del generale von Emmich. Nonostante la mancanza di precise informazioni sulla forza e sulle posizioni delle truppe tedesche, i generali Sauret e Defforges decisero quindi di attaccare; le condizioni tattiche tuttavia erano favorevoli ai tedeschi che erano schierati all'interno degli edifici e delle officine, disponevano di buone posizioni difensive sui campanili, i terrapieni minerari, gli impianti industriali, e potevano richiedere il sostegno dell'artiglieria presente sulla riva settentrionale.

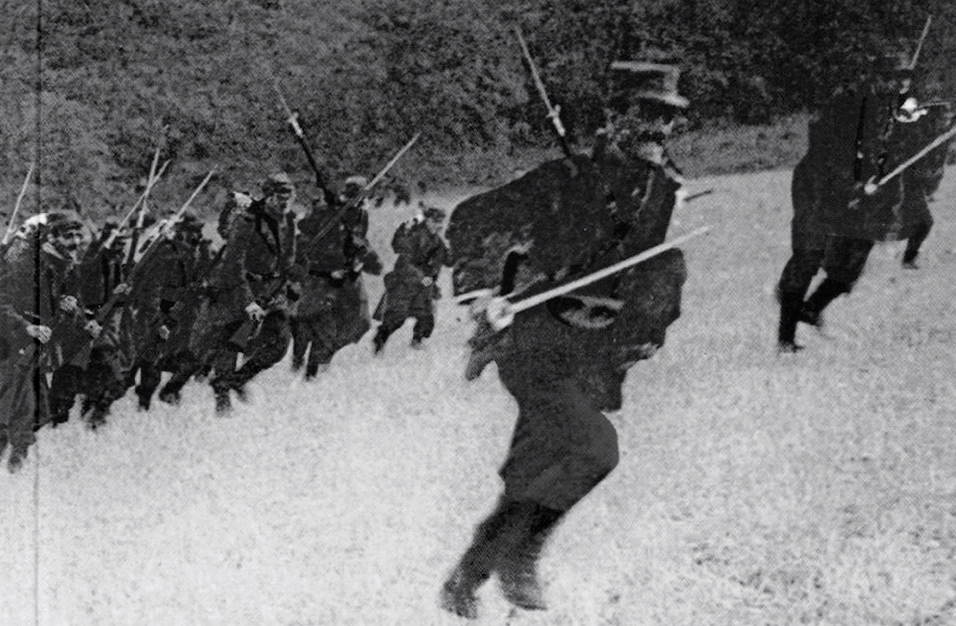
Truppe francesi all'assalto; in primo piano un ufficiale, sciabola in pugno, guida la carica.

La mattina del 22 agosto i francesi si lanciarono in una serie di costosi e inefficaci attacchi frontali che dimostrarono ancora una volta l'elan, l'aggressività e la famosa "furia francese" della fanteria, ma si rivelarono completamente inadeguati alle esigenze tattiche della guerra moderna. I racconti dei testimoni hanno descritto questi attacchi sferrati su terreno scoperto a centinaia di metri di distanza dall'obiettivo; la 19ª Divisione, appartenente al 10º corpo d'armata del generale Defforges, sferrò l'assalto per riconquistare le cittadine di Arsimont, Auvelais e Tamines. Il 48º reggimento bretone discese dall'alture e attaccò lungo la strada Fosse-Tamines in un campo scoperto dove venne bersagliato dalle mitragliatrici tedesche; in pochissimo tempo ebbe 632 morti, circa il 30% degli effettivi, tra cui il colonnello comandante, un capo di battaglione, quattro capitani e sette tenenti. I tedeschi erano schierati su ottime posizioni difensive, sfruttando il fossato di una miniera, e disponevano di eccellenti campi di tiro. Il 2º battaglione del 41º reggimento bretone, sempre appartenente alla 19ª Divisione, caricò alla baionetta verso Arsimont difesa dalle truppe tedesche della Guardia prussiana. Le tre compagnie del battaglione, guidate sciabola e pistola in pugno dai capitani Déchard e Tuloup e dai tenenti Cholet e Grassiot, avanzarono con grande coraggio contro i prussiani ma non raggiunsero il successo e subirono perdite rovinose sotto il fuoco delle armi automatiche e dell'artiglieria. I cannoni campali tedeschi, schierati sulla riva settentrionale del fiume, colpirono con grande precisione sfruttando le importanti informazioni fornite dagli aerei da ricognizione Taube, che sorvolarono costantemente il campo di battaglia e lanciarono razzi di segnalazione per dirigere il fuoco dell'artiglieria contro la fanteria e i cannoni campali avversari. I francesi segnalarono l'efficienza dell'aviazione da ricognizione tedesca. Nonostante le perdite, i soldati bretoni del 41º reggimento raggiunsero Arsimont e impegnarono un cruento scontro ravvicinato alla baionetta contro i difensori della Guardia prussiana; la cittadina di Ham-sur-Sambre venne riconquistata ma Arsimont rimase in mano tedesca.
Anche nel settore del 3º corpo d'armata del generale Sauret, sul fianco sinistro della 5ª Armata, gli attacchi francesi fallirono; in questa zona fin dalla notte i reggimenti normanni 74º e 129º dalla 5ª Divisione avevano cercato senza successo di riconquistare Roselines. Al mattino, dopo nuovi assalti infruttuosi, furono i tedeschi del X corpo d'armata hannoveriano del generale von Emmich a prendere l'iniziativa, attraversarono la Sambre più a ovest e conquistarono le cittadine di Pont-de-Loup, Châtelet e Bouffioulx. I francesi erano molto indeboliti e il 25º reggimento era quasi distrutto avendo subito perdite del 70% degli effettivi; essi quindi dovettero rinunciare a riconquistare Roselines e si stabilirono a Aiseau, ma il generale Sauret decise ancora di contrattaccare sulla sinistra per fermare la progressione tedesca da Châtelet; con il rinforzo di una brigata di zuavi e di tirailleurs dipendente dalla 38ª Divisione africana in riserva, si sferrò un nuovo assalto che non raggiunse il successo; finì con un fallimento anche un ultimo attacco nel pomeriggio verso Châtelet da parte delle truppe normanne del 36º reggimento che vennero bersagliate dalle mitragliatrici tedesche posizionate su un'altura dominante. Nel frattempo anche il generale Defforges aveva effettuato altri tentativi nel settore del 10º corpo d'armata; verso Tamines la 20ª Divisione non ottenne alcun risultato e non riuscì neppure ad avvicinarsi all'obiettivo, mentre un attacco di zuavi del 2º reggimento di Orano si concluse con un insuccesso ad Arsimont contro la Guardia prussiana; le truppe coloniali mostrarono grande aggressività e sbaragliarono alcune posizioni d'artiglieria tedesche ma alla fine furono decimate e dovettero ripiegare sulle posizioni di partenza.
I reparti francesi, durante i loro attacchi, sorprendentemente non poterono disporre di sostegno adeguato da parte dell'artiglieria campale, che pur disponeva dei famosi cannoni da 75 mm a tiro rapido; nelle loro testimonianze i soldati lamentarono la mancanza del fuoco della propria artiglieria. In effetti a causa dalla mancanza di artiglieria pesante, della carenza di informazioni precise sugli obiettivi, della presenza della nebbia nelle vallate e soprattutto del fuoco di controbatteria dell'artiglieria pesante tedesca, le batterie francesi non riuscirono a fornire appoggio sufficiente durante le offensive del 21 e 22 agosto
Nel primo pomeriggio il generale von Bülow decise di sfruttare i successi difensivi raggiunti e ordinò alle ore 12.45 alle sue truppe di riprendere l'offensiva verso sud con l'obiettivo di raggiungere l'altopiano di Condroz e la provincia dell'Hainaut. I francesi quindi furono costretti a ripiegare abbandonando le posizioni mantenute la sera del 21 agosto; a sinistra la 6ª Divisione rinunciò a difendere la linea della Sambre, mentre l'altra formazione del 3º corpo d'armata, la 5ª Divisione, dopo il fallimento degli attacchi a Roselines, si ritirò a sud di circa dieci chilometri fino a stabilirsi a Nalinnes. Sulla destra il 10º corpo d'armata del generale Defforges seguì il movimento di ritirata fino a posizionarsi a difesa a Mettet e Saint-Gérard, connesso sulla destra con la fortezza di Namur che, rinforzata al mattino dalla brigata di fanteria del generale Charles Mangin, appartenente al 1º corpo d'armata, stava ancora resistendo. La ritirata francese si svolse con ordine e venne scarsamente contrastata dalle truppe tedesche del corpo d'armata della Guardia e del X corpo che erano state a loro volta molto indebolite dalle perdite subite sotto gli attacchi francesi degli ultimi giorni.

### 23 agosto
Il generale von Bülow intendeva organizzare un attacco decisivo contro le forze francesi, coordinando gli attacchi dei suoi corpi d'armata sul fianco destro con l'attesa offensiva sulla Mosa della 3ª Armata del generale von Hausen. Tuttavia il comandante della 2ª Armata, la sera del 22 agosto, non disponeva ancora di informazioni precise sulla posizione e soprattutto sulla forza delle truppe francesi che aveva di fronte; egli era sempre convinto che le sue truppe avessero combattuto solo contro forze di cavalleria nemiche di avanguardia rinforzate da reparti di fanteria. Il generale ignorava che invece la 5ª Armata francese stava consolidando le sue posizioni con l'arrivo di nuovi corpi d'armata.

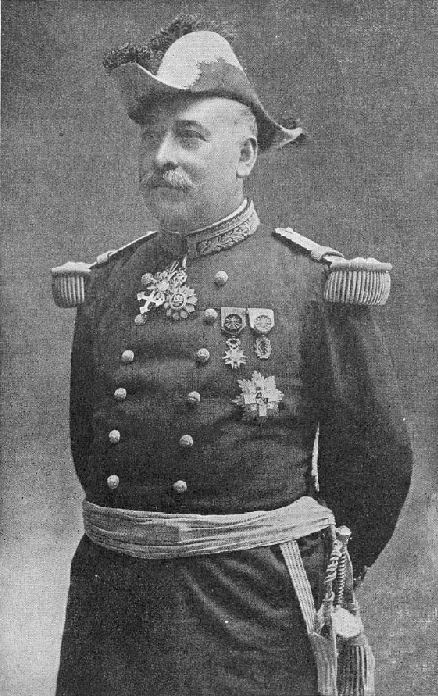
Il generale Charles Lanrezac, comandante della 5ª Armata francese.

Il generale Lanrezac era molto preoccupato dopo il violenti combattimenti del 21 e 22 agosto; durante la seconda giornata di battaglia i rapporti provenienti dal fronte era divenuti sempre più negativi; il generale Boë, comandante della 20ª Divisione era arrivato gravemente ferito al posto di comando con notizie drammatiche. Nel suo rapporto al generale Joffre, il comandante della 5ª Armata descrisse le gravi perdite subite dal 10º e dal 3º corpo d'armata e il logoramento della cavalleria del generale Sordet, che aveva perso il contatto con il Corpo di spedizione britannico schierato alla sua sinistra. In effetti due divisioni tedesche del VII Corpo d'armata della Vestfalia del generale Karl von Einem erano entrate in azione in quel settore, avevano attraversato la Sambre a Fontaine-l'Évêque e avevano respinto indietro il corpo di cavalleria del generale Sordet. Nonostante queste pessime notizie, il generale Lanrezac non era ancora rassegnato alla sconfitta, mentre il generale Joffre rimaneva ottimista e ipotizzava una nuova controffensiva con l'aiuto dei rinforzi in afflusso. Il 18º corpo d'armata del generale Louis de Maud'huy, alla fine del 22 agosto, era infatti arrivato sul fianco sinistro della 5ª Armata e stava sostituendo la cavalleria del generale Sordet, cercando di riprendere contatto con i britannici, mentre sull'ala destra, il 1º corpo d'armata del generale Franchet d'Esperey aveva iniziato a cedere la difesa della linea della Mosa alla 51ª Divisione di riserva, appena arrivata, e si stava portando verso nord in direzione di Namur da dove avrebbe potuto aiutare il 10º corpo e forse contrattaccare sul fianco le forze tedesche a sud della Sambre. Il generale Joffre sperava quindi non solo di fermare il nemico, ma di far avanzare la 5ª Armata verso nord-est, coordinando il suo movimento con l'offensiva in corso della 4ª Armata nelle Ardenne, da cui egli si attendeva un successo decisivo.
Il generale Lanrezac era molto meno ottimista; egli era consapevole, dopo una comunicazione del generale French, che il Corpo di spedizione britannico non avrebbe preso parte alla controffensiva; il comandante della 5ª Armata era soprattutto impegnato a resistere e a rafforzare le sue difese. Dopo le disastrose esperienze dei giorni precedenti, caratterizzati dagli attacchi allo scoperto della fanteria francese e dalla micidiale efficacia del fuoco dei cannoni e delle mitragliatrici tedesche, le truppe francesi ricevettero l'ordine di scavare trincee e organizzare posizioni difensive fisse sul terreno. I soldati francesi, all'inizio della guerra scettici sull'utilità di queste tecniche difensive e pieni di slancio offensivo compresero, dopo le prime drammatiche esperienze del campo di battaglia moderno, l'importanza dei trinceramenti. La sera del 22 agosto le truppe iniziarono freneticamente a scavare le prime trincee nei boschi, nei campi aperti e anche all'interno delle cittadine.
Al mattino del 23 agosto il generale von Bülow sferrò l'offensiva su tutto il fronte della Sambre impegnando, oltre al corpo della Guardia e al X corpo, molto indeboliti dopo i combattimenti dei due giorni precedenti, il VII corpo del generale von Einem e il X corpo di riserva del generale Günther von Kirchbach. Il comandante della 2ª Armata si attendeva finalmente la collaborazione della 1ª Armata del generale von Kluck sul suo fianco destro e soprattutto della 3ª Armata del generale von Hausen sul fronte della Mosa, di cui anche il 22 agosto aveva sollecitato l'intervento in forze a nord di Dinant per colpire il fianco destro francese. Il generale von Hausen non condivideva queste disposizioni del generale von Bülow; egli avrebbe preferito passare la Mosa a sud di Givet e cercare di tagliare la ritirata a tutta la 5ª Armata francese. Dopo incertezze e discussioni, il generale von Moltke, dall'OHL di Coblenza, autorizzò alle ore 07.55 del 23 agosto l'attacco a sud di Givet.
L'attacco della 2ª Armata a sud della Sambre il 23 agosto incontrò un'aspra ed efficace resistenza da parte della 5ª Armata; i soldati francesi organizzarono una tenace difesa dalle posizioni trincerate nei boschi, nelle officine e nelle cittadine nonostante il duro martellamento delle marmites, il nome dato dai soldati ai devastanti proiettili dell'artiglieria pesante tedesca; in alcuni punti i francesi cercarono ancora di contrattaccare. I combattimenti si svolgevano in mezzo ai profughi civili belgi in fuga e mentre infuriavano incendi in tutte le cittadine messe a fuoco a causa dei combattimenti o per iniziativa delle truppe tedesche.
Il generale von Bülow condusse la sua offensiva con prudenza soprattutto dopo aver appreso, grazie al ritrovamento degli ordini di operazioni francesi, abbandonati sul campo di battaglia, di avere di fronte un'intera armata nemica. Gli attacchi tedeschi furono fortemente contrastati e non ottennero in alcun punto risultati decisivi; nel settore occidentale il VII corpo tedesco del generale von Einem riuscì ad attraversare la Sambre a Lobbes, ma poi venne bloccato all'inizio delle alture dal 18º corpo d'armata francese; a Cozée la 36ª Divisione francese rallentò l'avanzata della 2ª Divisione di riserva della Guardia; il 3º corpo d'armata francese difese, nonostante il fuoco dell'artiglieria tedesca, le cittadine di Nalinnes e Tarciennes. A Hanzienne le truppe coloniali del 4º reggimento tunisino di Susa si trincerarono efficacemente e non vennero sopraffatte dagli attacchi nemici. In questa fase della battaglia le batterie di cannoni francesi da 75 mm entrarono finalmente in azione con buoni risultati ed il loro tiro permise di difendere Cozée e Nalinnes, e inflisse pesanti perdite agli attaccanti; l'azione dell'artiglieria fu utile anche per proteggere le truppe in ritirata.
Nel settore del 10º corpo d'armata francese, i tedeschi attaccarono alle ore 10.00 senza grandi risultati; le truppe francesi erano in attesa dell'arrivo sulla loro destra dei primi reparti del 1º corpo d'armata del generale Franchet d'Esperey, che avevano abbandonato la difesa della linea della Mosa e stavano risalendo verso nord; si sperava di potere sferrare un contrattacco. A mezzogiorno i primi reparti del 1º corpo comparvero sul campo di battaglia, ma ben presto le cattive notizia provenienti dalla Mosa cambiarono definitivamente la situazione a sfavore dei francesi.
Dopo aver ricevuto gli ordini definitivi del generale von Moltke, il comandante della 3ª Armata tedesca, generale von Hausen, aveva diviso le sue forze in tre gruppi prima di dare inizio alla sua offensiva: a sud, un raggruppamento del XIX corpo d'armata sassone del generale Maximilian von Laffert si diresse verso Givet; il XII corpo d'armata di riserva sassone del generale Hans von Kirchbach avanzò a nord di Dinant per attraversare la Mosa a Houx, mentre al centro il XII corpo d'armata sassone del generale Karl Ludwig d'Elsa attaccò direttamente la città medievale di Dinant, con l'obiettivo di passare il fiume e conquistare le alture a ovest del fiume.
Dopo la partenza verso Namur del grosso del I corpo d'armata, le difese francesi sulla Mosa erano costituite solo dalla 51ª Divisione di riserva del generale René Boutegourd e da due brigate della 2ª Divisione fanteria che, nonostante l'inferiorità numerica, organizzarono una tenace resistenza cercando di guadagnare tempo. I sassoni attraversarono la Mosa a nord e a sud di Dinant, a Leffe e a Les Rivages, ma dovettero combattere duramente per estendere le loro teste di ponte. A Leffe e nelle strade di Dinant i francesi si batterono bene e frenarono ogni avanzata nemica. Si verificarono violenti scontri a distanza ravvicinata e i tedeschi dovettero affrontare la resistenza del nemico, e riferirono della partecipazione anche di "irregolari" belgi; a Dinant i sassoni della 23ª Divisione del generale Karl von Lindemann furono inizialmente respinti dal fuoco dei francesi e di presunti "franchi tiratori" belgi. Il comando tedesco decise quindi di iniziare un massiccio bombardamento d'artiglieria contro Dinant. Il generale Boutegourd era in grande difficoltà e si era affrettato ad avvertire il generale Franchet d'Esperey dell'attacco in corso, richiedendo immediato aiuto. Il comandante del I corpo d'armata comprese subito il pericolo e decise, senza consultare il generale Lanrezac, di ritornare indietro per stabilizzare la situazione sulla Mosa.

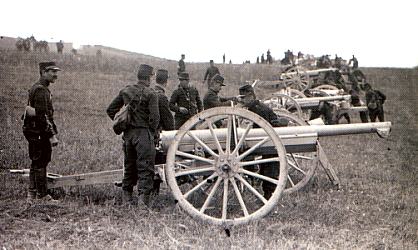
Batteria di cannoni francesi da 75 mm in azione.

Mentre i francesi riuscivano ancora a trattenere i tedeschi a nord di Dinant, la situazione era molto più pericolosa a sud, dove un raggruppamento del XIX corpo d'armata del generale von Laffert stava avanzando verso le alture a ovest della Mosa e minacciava di intercettare a Fumay e Rocroi le comunicazioni della 5ª Armata. In realtà il raggruppamento sassone di punta, guidato dal generale Götz von Olenhausen, stava marciando con grande difficoltà a causa della mancanza di informazioni, della carenza di strade, della nebbia e del terreno boscoso. I tedeschi quindi persero tempo, raggiunsero Onhaye ma qui furono sorpresi dal contrattacco francese. Il generale Franchet d'Esperey infatti aveva subito ordinato al generale Mangin di concentrare la sua brigata ed intervenire al più presto sulla Mosa; dopo essere stato rafforzato da due battaglioni della 51ª Divisione, il generale Mangin arrivò sul campo di battaglia e sferrò un efficace contrattacco alla baionetta; Onhaye venne riconquistata alle ore 20.00 e venne stabilizzata la situazione a ovest di Dinant bloccando l'avanzata del XIX corpo tedesco.
Nel frattempo i combattimenti a sud della Sambre erano continuati durante tutta la giornata del 23 agosto; nonostante alcuni successi locali, le truppe tedesche non riuscirono a sfondare in modo decisivo lo schieramento della 5ª Armata francese e subirono perdite elevate. Nel tardo pomeriggio venne respinto un nuovo attacco del corpo d'armata della Guardia prussiana del generale von Plettenberg a Saint-Gérard, mentre il X corpo d'armata di riserva del generale von Kirchbach riferì al quartier generale che, a causa dell'indebolimento delle sue divisioni, non avrebbe potuto riprendere gli attacchi. Il generale von Bülow era preoccupato e inviò nuove comunicazioni al generale von Hausen sollecitando con urgenza l'intervento diretto della sua armata.
In un primo tempo, il generale von Hausen aveva pianificato di riprendere l'avanzata verso sud con il XII corpo d'armata e il XII corpo di riserva verso Rocroi e il XIX corpo verso Fumay e Revin, ma infine una nuova richiesta di aiuto del generale von Bülow, trasmessa alla ore 03.00 del 24 agosto dal maggiore von Fouqué, convinse il comandante della 3ª Armata tedesca a rinunciare al suo piano e dirigere invece direttamente verso Mettet, a sostegno della 2ª Armata tedesca. Questo movimento si rivelò un errore; i deboli reparti rimasti a sud vennero bloccati dai francesi a Fumay, Revin e Monthermé e ben presto divenne evidente che, in realtà, la 2ª Armata non necessitava di soccorso. Nella tarda serata del 23 agosto intanto i sassoni del XII corpo d'armata schiacciarono le ultime resistenze e occuparono finalmente Dinant; estremamente innevorsiti dalla resistenza incontrata e dalla pretesa partecipazione di "irregolari" belgi ai combattimenti, i reparti sassoni devastarono e incendiarono gran parte della città, radunarono ostaggi e uccisero molti civili, terrorizzando per due giorni la popolazione con dure repressioni.

### Ritirata francese
Durante tutta la giornata del 23 agosto il generale Lanrezac era apparso sempre più preoccupato e pessimista; egli, isolato nel suo posto di comando e scarsamente sostenuto dal quartier generale francese, osservava l'andamento della battaglia che egli considerava disastroso per gli alleati. Il generale non aveva notizie dell'andamento della battaglia nelle Ardenne e il generale de Langle de Cary non aveva comunicato alcuna informazione tattica; alle ore 12.00 inoltre si venne a sapere che le difese di Namur stavano crollando e che la 4ª Divisione belga aveva dato inizio alla ritirata abbandonando la piazzaforte.
Nonostante gli ottimistici inviti di alcuni suoi collaboratori a passare al contrattacco con l'intervento del I corpo d'armata o del XVIII corpo d'armata che, schierato sul fianco sinistro, avrebbe potuto dare appoggio al Corpo di spedizione britannico impegnato il 23 maggio nella battaglia di Mons, il generale Lanrezac sembrò rassegnato e scarsamento risoluto. Nel pomeriggio giunsero ulteriori notizie negative: si apprese che i sassoni sul fronte della Mosa stavano avanzando verso Onhaye; la 4ª Armata del generale de Langle de Cary era a sua volta in ritirata dopo aver perso la battaglia nelle Ardenne; il 3º corpo d'armata, al centro delle linee dell'armata era stato costretto a ripiegare, mentre il suo comandante, generale Sauret, aveva avuto un crollo nervoso ed alle ore 16.30 aveva abbandonato il campo di battaglia, sostituito dal generale Gabriel Rocquerol. Infine venne confermato che i belgi stavano evacuando Namur e che le truppe tedesche avevano occupato i forti settentrionali e stavano entrando dentro la piazzaforte.
Il generale Lanrezac riteneva che, continuando a combattere a sud della Sambre ed a difendere le posizioni, la sua armata sarebbe stata accerchiata e distrutta dagli attacchi tedeschi da nord e da est; inoltre era ormai chiaro che i britannici, con cui i collegamenti erano molto precari, non erano in grado di aiutarlo ma stavano a loro volta cedendo a Mons. La distruzione della 5ª Armata avrebbe potuto essere decisiva e decretare la disfatta generale dell'esercito francese; il comandante dell'armata riteneva essenziale salvaguardare la sopravvivenza delle sue truppe per continuare a combattere più a sud; evitando la sconfitta in campo aperto i francesi avrebbero potuto continuare la guerra e forse capovolgere l'andamento delle operazioni. Di conseguenza il generale Lanrezac decise alle ore 21.30 del 23 agosto la ritirata generale: la sua armata, a partire dalle ore 03.00 del 24 agosto, avrebbe ripiegato inizialmente fino alla linea Givet-Maubeuge.
Il comandante della 5ª Armata, pressato dalle circostanze e temendo un imminente pericolo di accerchiamento, decise autonomamente la ritirata e diede inizio al movimento, comunicando al quartier generale le sue decisioni con un breve messaggio in cui illustrava la serie di avvenimenti negativi che, secondo la sua valutazione, avevano reso inevitabile la sconfitta. Il generale Joffre in quel momento non diede risposta al comunicato del generale Lanrezac; impegnato a controllare l'andamento dei combattimenti su tutto il fronte occidentale e molto deluso per l'evidente fallimento dei suoi piani, il comandante in capo non diede il suo consenso scritto alla ritirata ma non si oppose esplicitamente, lasciando l'iniziativa al suo subordinato.
In realtà il generale Joffre era profondamente insoddisfatto dell'operato e della decisione del generale Lanrezac; egli ritenne che la sconfitta e il crollo delle sue ambiziose operazioni fosse stato causata proprio dalla scarsa risolutezza del comandante della 5ª Armata, dalla sua mancanza di fiducia e di spirito combattivo e dalla sua evitabile decisione di interrompere la battaglia e ripiegare. In generale, dopo il fallimento definitivo della battaglia delle frontiere, il generale Joffre criticò aspramente alcuni suoi generali, che in breve tempo avrebbe sostituito, ed anche in parte la presunta mancanza di slancio delle truppe, mentre continuò ad affermare che i suoi piani erano validi e che, senza queste carenze, avrebbero potuto avere successo.

### Repressioni e rappresaglie dell'esercito tedesco

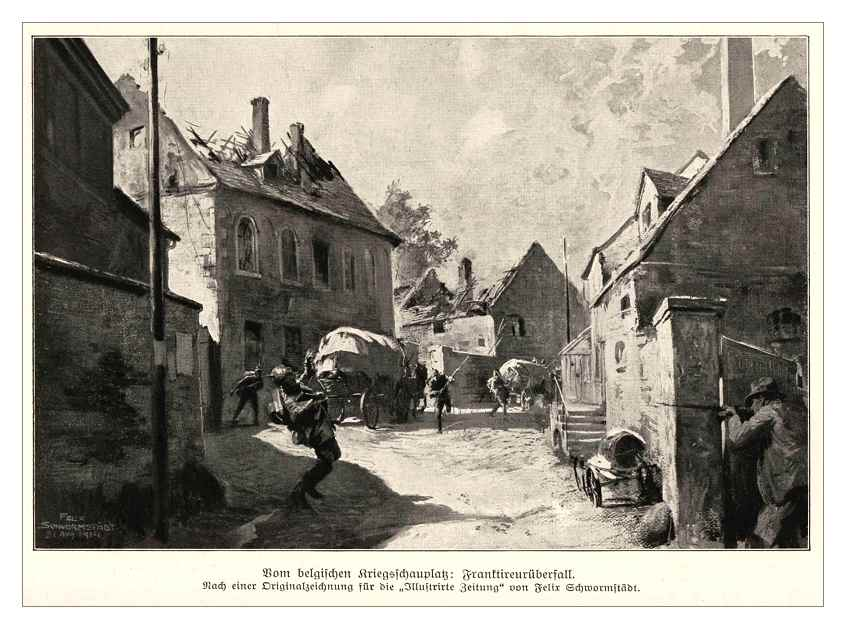
Illustrazione di propaganda tedesca che mostra civili belgi in azione contro soldati tedeschi dentro Dinant.

Durante la battaglia di Charleroi, l'esercito tedesco si comportò con estrema durezza verso i civili belgi e fu responsabile di alcuni sanguinosi episodi di rappresaglie e repressioni contro la popolazione. Le recenti ricerche di alcuni autori hanno permesso di stabilire con maggiore precisione i dettagli di questi episodi e di confermare il comportamento brutale dei tedeschi verso i civili che, rimasti bloccati all'interno delle numerose città presenti sul campo di battaglia, vennero coinvolti nell'esplosione di violenza della guerra.
Alcune testimonianze, confermate da studi recenti, hanno descritto anche l'utilizzo da parte delle truppe tedesche dei civili, in alcune circostanze come "scudi umani" per proteggere le colonne d'attacco; sembra che episodi del genere si siano verificati a Arsimont, Auvelais e Pont-de-Loup. I rapporti francesi peraltro non fanno cenno all'impiego di civili belgi come "scudi umani", e sembra che i soldati abbiano aperto il fuoco regolarmente sul nemico; è probabile che le truppe, nella confusione della battaglia, non abbiano individuato i civili oppure che abbiano ritenuto inevitabile sparare senza preoccuparsi della loro salvaguardia.
Le truppe tedesche effettuarono, durante i tre giorni di battaglia di Charleroi, numerosi atti di violenza e brutalità su civili, in gran maggioranza in modo preordinato e organizzato, allo scopo di intimidire la popolazione e reprimere ogni fenomeno di possibile resistenza "irregolare". I due eventi più gravi si verificarono a Tamines il 21 e 22 agosto e a Dinant dal 22 al 24 agosto. Sembra che a Tamines la violenza tedesca sia stata innescata dalla partecipazione di membri della guardia civica belga ai combattimenti accanto ai soldati francesi; i tedeschi, guidati dal colonnello von Rocques del 77º reggimento, erano inoltre innervositi dalla durezza degli scontri e dalle perdite subite. Vennero imprigionati numerosi civili all'interno della chiesa dell'Alloux e quindi,dalle ore 19.00 del 22 agosto, iniziarono le esecuzioni sulla piazza Saint-Martin, sul bordo del fiume Sambre, con il fuoco dei fucili e delle mitragliatrici ed anche con il calcio dei fucili e le baionette; numerosi edifici furono incendiati. A Tamines furono uccisi 383 civili belgi.
A Dinant si combatté una vera battaglia; le truppe sassoni del XIX corpo d'armata riferirono di aver dovuto affrontare la estesa resistenza dei civili belgi, in combattimento accanto alle truppe francesi; nella notte del 21-22 agosto un battaglione tedesco irruppe dentro la città definita "un nido di franchi tiratori". Il 23 agosto Dinant subì un devastante bombardamento di artiglieria che distrusse molti edifici; quindi alcune colonne sassoni rastrellarono sistematicamente le rovine, procedendo a gravi atti di violenza e repressione contro i civili. A sud di Dinant le truppe tedesche, impegnate a costruire un ponte sulla Mosa, furono raggiunte da colpi di armi da fuoco apparentemente provenienti dalla città; questo fatto scatenò ulteriori rappresaglie dei sassoni che iniziarono a radunare ostaggi e moltiplicarono le esecuzioni di civili che continuarono fino al 24 agosto. Gli eccidi di Dinant dal 22 al 24 agosto 1914 furono il più grave atto di violenza sui civili verificatosi sul fronte occidentale durante la guerra: alla fine delle violenze, due terzi degli edifici di Dinant erano stati distrutti o incendiati dai tedeschi, mentre 674 civili erano stati uccisi sommariamente su una popolazione totale di 7 000 abitanti.

## Bilancio e conseguenze
Il 24 agosto la battaglia delle frontiere era ormai definitivamente perduta per i franco-britannici; mentre il generale Lanrezac ordinava alla 5ª Armata di abbandonare il campo di battaglia di Charleroi e ripiegare, anche i britannici si ritiravano da Mons e nelle Ardenne altre due armate francesi cercavano di raggiungere Sedan e Verdun dopo essere state duramente battute. Il 25 agosto si diffuse la notizia della caduta della fortezza di Namur e della cattura da parte tedesca di 5 000 prigionieri; questa nuova delusione accentuò la preoccupazione dell'opinione pubblica alleata e confermò che le operazioni avevano assunto un andamento molto sfavorevole alle potenze occidentali. Lo stesso presidente francese Raymond Poincaré scrisse di "ritirata ed invasione" e di fine delle "illusioni".

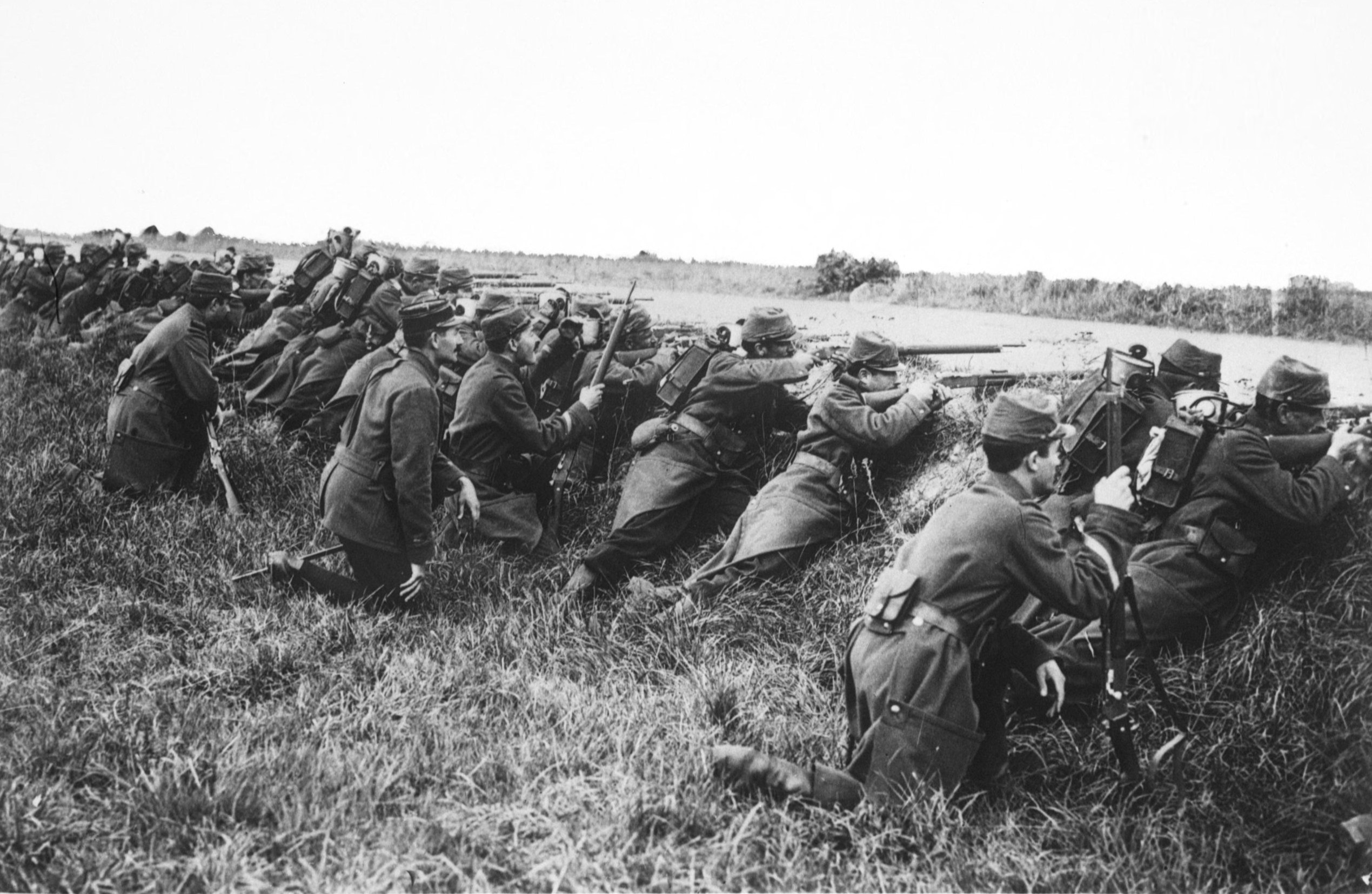
Truppe francesi schierate in posizioni difensive durante la prima battaglia della Marna.

In realtà la battaglia di Charleroi non si concluse con una vittoria decisiva tedesca; a causa di errori tattici, dell'insufficiente coordinamento tra le armate e soprattutto della mancanza di precise direttive del generale von Moltke, rimasto troppo lontano dal campo di battaglia e non in grado di esercitare tempestivamente l'autorità di comando, i tedeschi persero l'occasione di accerchiare e distruggere completamente la 5ª Armata francese. Il generale von Moltke peraltro non sembrò insoddisfatto dei risultati raggiunti e parlò con un suo collaboratore di operazioni che si stavano svolgendo "secondo i piani". L'ottimismo, nella quarta settimana di agosto, era ampiamente diffuso anche tra i generali tedeschi sul campo e all'OHL di Coblenza pervenivano continui rapporti trionfalistici su vittorie e conquiste. Il 24 e 25 agosto il generale von Bülow comunicò di aver sconfitto "in modo decisivo" l'ala destra nemica, mentre il generale von Hausen segnalò che i francesi erano "in piena ritirata". Al quartier generale tedesco si parlava apertamente di finire la guerra "in sei settimane".
Durante i combattimenti sulla Sambre e sulla Mosa del 21-23 agosto, entrambe le parti subirono perdite molte elevate; in particolare i francesi, impegnati nei primi giorni in continui attacchi frontali, dovettero affrontare la superiore potenza di fuoco nemica e appresero compiutamente per la prima volta le realtà del campo di battaglia della guerra moderna. Nella confusione della battaglia non fu possibile calcolare esattamente le perdite subite, ma secondo alcuni autori, i francesi a Charleroi ebbero le perdite più elevate di tutta la battaglia delle frontiere, fino a 6 000-7 000 morti solo il 22 agosto. Peraltro anche i tedeschi, che pur impiegarono con successo l'artiglieria pesante e le mitragliatrici, in alcune occasioni sferrarono attacchi allo scoperto secondo le vecchie tattiche subendo a loro volta dure perdite; alla fine della battaglia la 2ª Armata riferì, per il periodo 20-30 agosto, 3 516 morti e dispersi, e la 3ª Armata, 1 275 perdite definitive.
Le valutazioni degli storici riguardo al comportamento del generale Lanrezac durante la battaglia di Charleroi sono ancora ampiamente discordanti; alcuni ritengono che egli dimostrò una lungimirante comprensione della situazione strategica e mise in evidenza ripetutamente il pericolo rappresentato dall'ala destra tedesca; inoltre la decisione del generale di interrompere la battaglia e ripiegare avrebbe evitato una catastrofe definitiva e permesso di salvare il grosso dell'armata. Altri autori invece evidenziano la scarsa risolutezza e il pessimismo di fondo del generale; egli avrebbe compromesso l'esito degli scontri con la sua mancanza di spirito d'iniziativa e di aggressività.
Al termine delle battaglie delle Frontiere, il generale Joffre, nonostante i suoi errori e le sue recriminazioni contro i generali e le truppe, non era rassegnato alla sconfitta; al contrario egli mantenne la calma e grazie soprattutto alla sua risolutezza e capacità strategica, l'esercito francese riuscì a ripiegare lentamente verso Parigi e il fiume Marna mantenendo la coesione e la combattività. Il comandante in capo francese apprese in parte dai suoi errori e pur continuando ad accusare di scarsa capacità alcuni suoi subordinati, tra cui il generale Lanrezac che fu destituito, impartì anche opportune disposizioni tattiche per evitare attacchi frontali troppo precipitosi, per impiegare meglio l'artiglieria campale, per incrementare l'utilizzo dei trinceramenti. Grazie all'azione di comando del generale Joffre, alla capacità dei soldati francesi di non scoraggiarsi e alla partecipazione delle truppe britanniche, rimaste in azione nonostante le sconfitte, l'andamento delle operazioni sul fronte occidentale, apparentemente già decise con la vittoria tedesca alla fine di agosto, si sarebbe capovolto all'inizio di settembre nella prima battaglia della Marna che avrebbe segnato il fallimento finale dei piani tedeschi e la stabilizzazione definitiva del fronte.